# Pingo

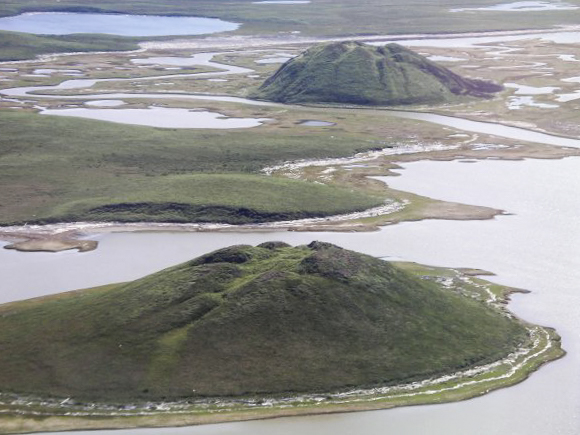
Pingoer i Pingo National Landmark.

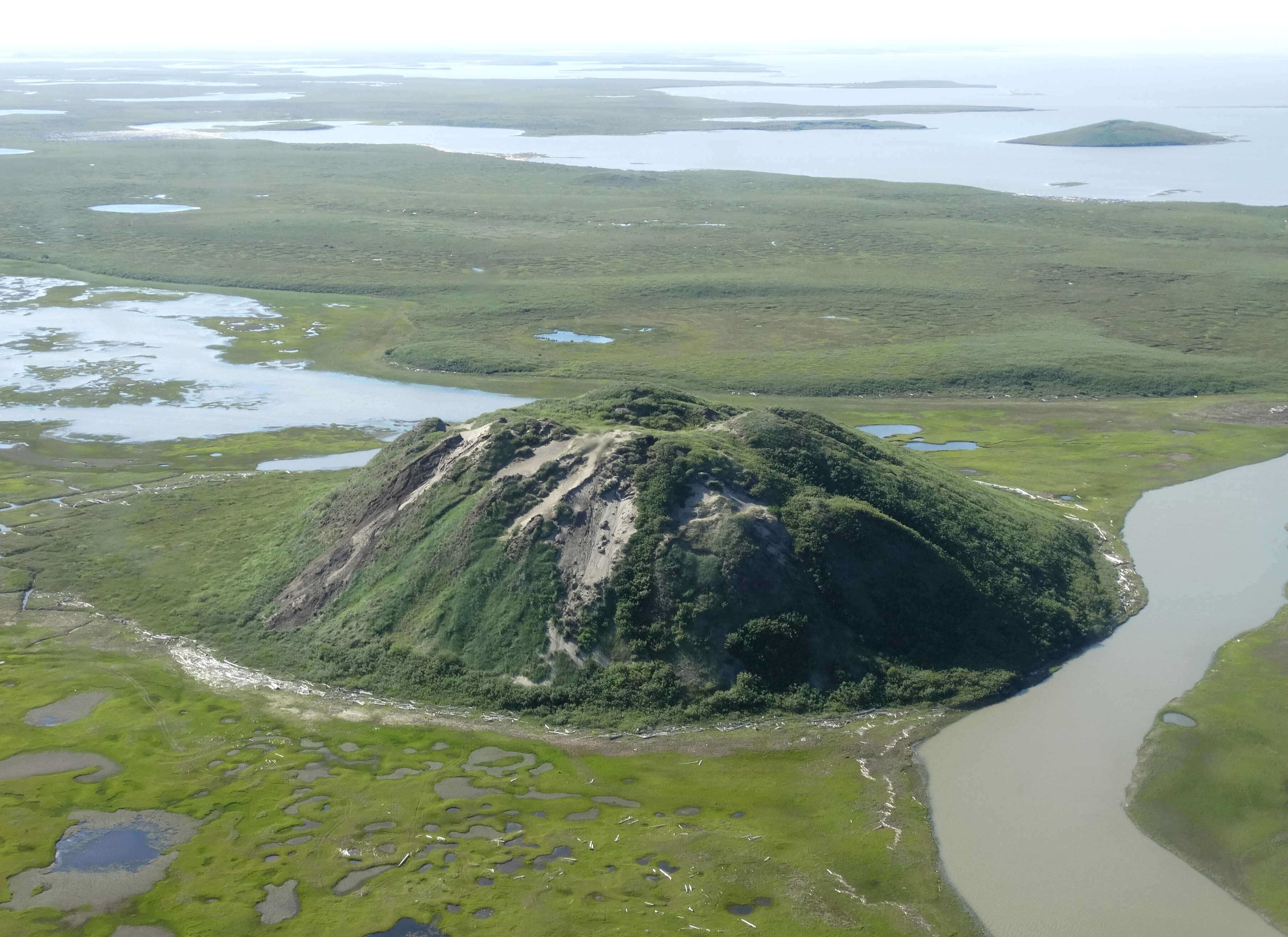
Ibyuk pingo nära Tuktoyaktuk, norra Kanada

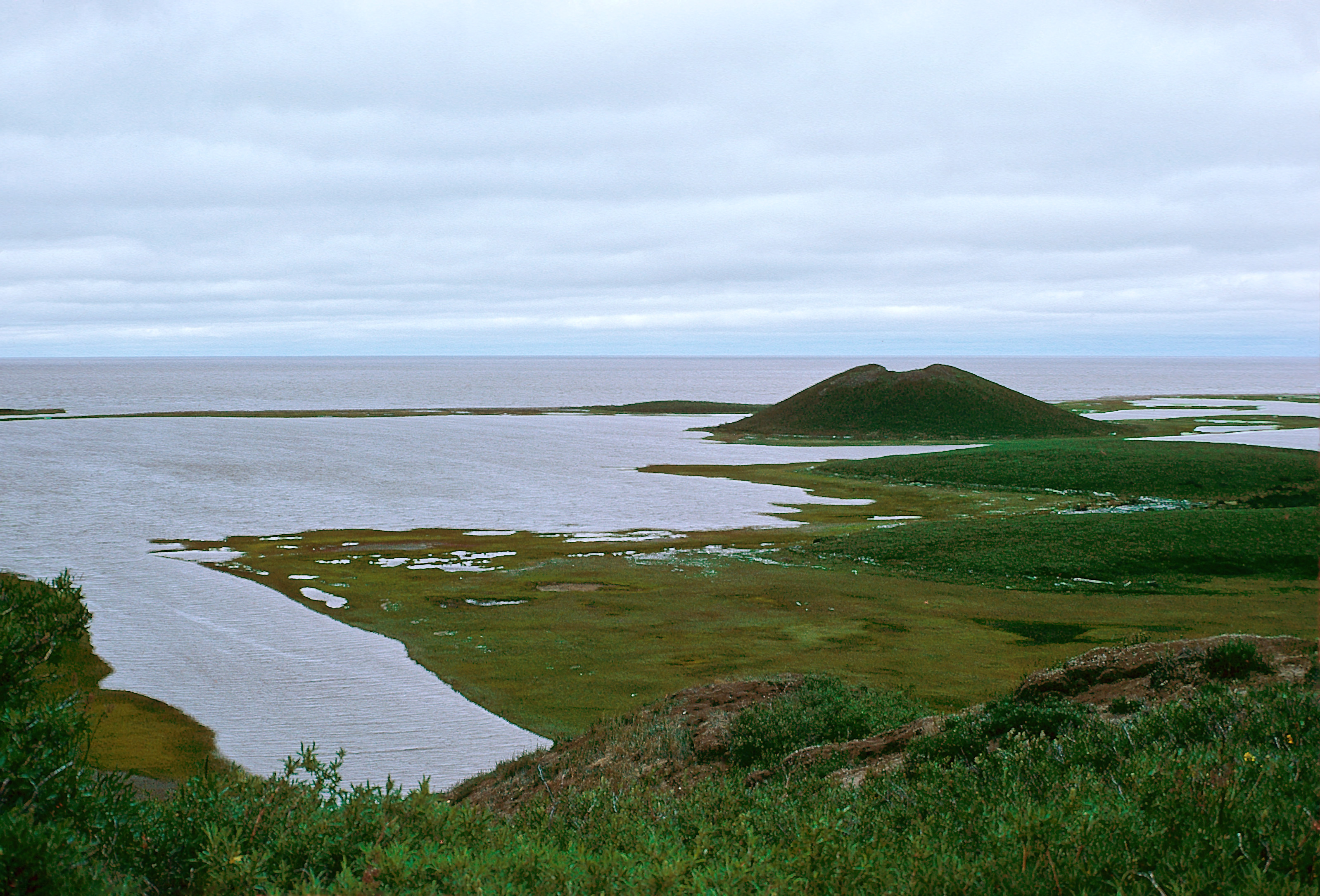
Utsikt från toppen av en pingo mot en annan, inom en delvis dränerad sjö, Ishavet i bakgrunden (nära Tuktoyaktuk). 20 juli 1975.

En pingo är en kulle av jordtäckt is som förekommer i Arktis och subarktis. De kan bli 3–70 meter höga och 30–1 000 meter i diameter. De är typiskt koniska till formen och växer och kvarstår endast i permafrostmiljöer. En pingo är en periglacial landform, som definieras som en ickeglacial landform eller process kopplad till kallare klimat. Det uppskattas att det finns mer än 11 000 pingos på jorden. Området med halvön Tuktoyaktuk har den största koncentrationen av pingo i världen med totalt 1 350 pingos. Det finns för närvarande (2023) anmärkningsvärt begränsad data om pingos.
Ordet kommer från språket inuvialuktuns ord för litet berg.

## Historik

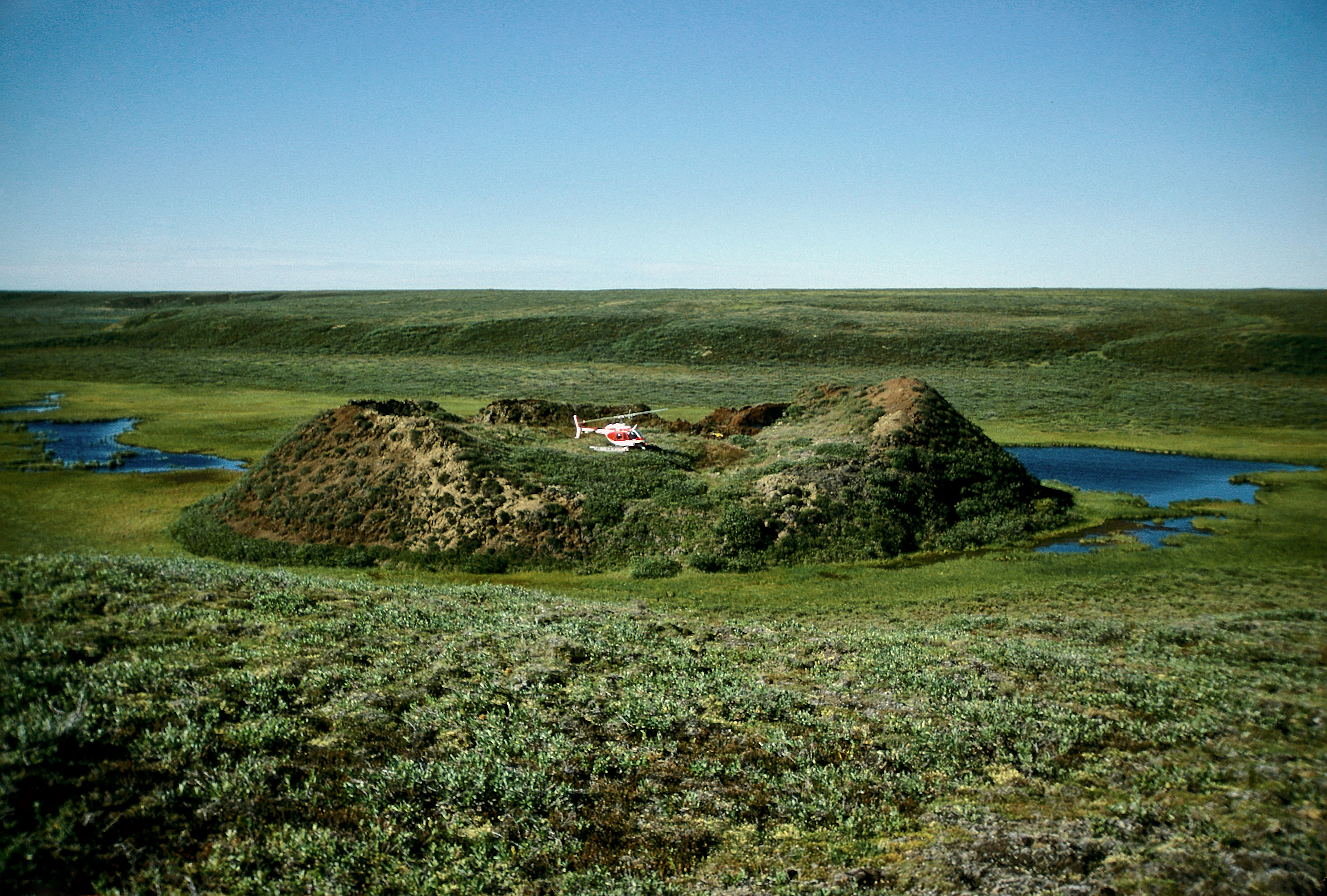
Kollapsad pingo i Mackenziedeltat. Konturen av den tidigare dränerade sjön kan ses. 8 augusti 1987.

År 1825 gjorde John Franklin den tidigaste beskrivningen av en pingo när han klättrade på en liten pingo på Ellice Island i Mackenziedeltat. Det var dock 1938 som termen pingo första gången lånades från inuvialuit av den arktiska botanikern Alf Erling Porsild i hans tidning om jordhögar i Kanadas och Alaskas västra arktiska kust. Porsild Pingo i Tuktoyaktuk är namngiven till hans ära. Termen pingo, som i inuvialuktun betyder konisk kulle, har nu accepterats som en vetenskaplig term i engelskspråkig litteratur.

## Bildning
Pingos kan bara bildas i en permafrostmiljö. Bevis på kollapsade pingos i ett område tyder på att det en gång fanns permafrost. Pingos kan kollapsa på grund av smältningen av den stödjande isen och ge upphov till en fördjupning i landskapet som visar en omvänd form (horisontell spegel).

### Hydrostatiska pingos

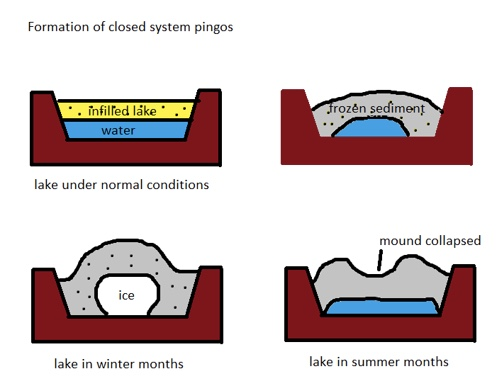
Diagram som visar hur pingos bildas i slutna system (hydrostatiska).

Slutna system, även kända som hydrostatiska pingos, bildas som ett resultat av hydrostatiskt tryck som har byggts upp i kärnan av pingos på grund av vatten. De förekommer i områden med kontinuerlig permafrost där det finns ett ogenomträngligt marklager. Dessa pingos finns i platta, dåligt dränerade områden med begränsat tillgängligt grundvatten såsom grunda sjöar och floddeltan. Bildandet av dessa landformer uppstår när lager av permafrost genererar en uppåtgående rörelse eller tryck, vilket resulterar i att massor av instängd jord fryser, vilket pressar material uppåt på grund av expansion.
Figuren ovan illustrerar denna process och de förändringar som sker under året. Denna typ av slutna systempingos bildas i ett område där en sjö har fyllts med sediment. Detta anger att marken är isolerad, vilket gör att flytande vatten kan samlas under sedimentet. Under vintermånaderna börjar detta sediment att frysa vilket leder till expansion av sediment, begränsar vattnet och ökar trycket. Detta resulterar i att en hög bildas på grund av trycket uppåt. Men under sommarmånaderna börjar pingons iskärna att smälta vilket får högen att grotta in sig.

### Hydrauliska pingos

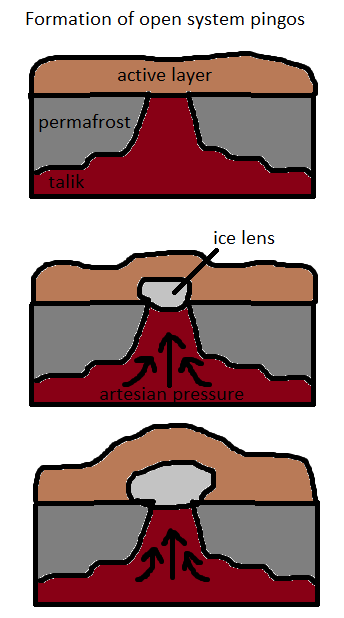
Diagram som visar hur pingos bildas i öppna system (hydrauliska).

Hydrauliska (öppna system) pingos är ett resultat av att grundvatten strömmar från en extern källa, det vill säga subpermafrost eller intrapermafrost akviferer. Hydrostatiskt tryck initierar bildandet av iskärnan när vatten pressas upp och sedan fryser. Pingos med öppet system har inga begränsningar för mängden tillgängligt vatten om inte akvifererna fryser. De förekommer ofta vid basen av sluttningar och är allmänt kända som Grönlandstypen. Grundvattnet sätts under artesiskt tryck och tvingar upp marken när det bildar en expanderande iskärna. Det är inte själva artesiska trycket som tvingar upp marken, utan snarare iskärnan som matas med vattnet från akviferen. Dessa bildas ofta i en tunn, diskontinuerlig permafrost. Dessa förhållanden tillåter en iskärna att bildas, men ger den också tillgång till artesiskt grundvatten. Om vattentrycket som kommer in i en artesisk pingo är tillräckligt starkt, kan det lyfta upp pingon så att en sub-pingo vattenlins bildas under. Men om vattenlinsen börjar läcka vatten kan det orsaka sättningar som kan äventyra strukturen. Dessa pingos är ofta ovala eller avlånga. Det är fortfarande inte helt klarlagt varför öppna system eller hydrauliska pingos normalt förekommer i ickeglaciär terräng.
Pingos växer vanligtvis bara ett par centimeter per år, med Ibyuk Pingo som växer med en hastighet av 2 cm per år, och de största tar årtionden eller till och med århundraden att bilda. Processen som skapar pingos tros vara nära relaterad till frostlyftning. Pingons bas tenderar att nå sin maximala diameter i sin tidiga ungdom. Detta innebär att pingos tenderar att växa högre snarare än att växa i diameter och höjd på samma gång. Formen på pingos är vanligtvis cirkulär. Mindre pingos tenderar att ha krökta toppar medan större pingos vanligtvis har kollapsade högar eller kratrar på grund av smältningen av exponerad is.

## Effekter av klimatförändring
Den globala uppvärmningen får de arktiska temperaturerna att stiga, vilket gör att permafrosten tinar. Av denna anledning är permafrostmiljöer extremt känsliga för klimatförändringar i Arktis. Permafrostnedbrytning orsakad av klimatuppvärmningen visar sig genom ökad årlig medeltemperatur på marken, ökad tjocklek av aktivt lager, utveckling av talik och termokarst och försvinnande av permafrostöar. Utbytet mellan permafrostnedbrytning och -förvärring formar subarktiska och arktiska låglandslandskap och innehåller därför information om tidigare klimat- och landskapsutveckling.
Pingos är känsliga för ytstörningar med tanke på den avsevärda mängd markis som finns i dem. Plötsliga upptiningsprocesser av permafrost kan orsaka att isskilar i pingos smälter, vilket kan resultera i ökad pingokollaps och bildandet av kvarlevande sjöar. Det finns för närvarande (2023) dock få studier som undersöker hur klimatförändringar kan påverka bildandet och tillväxten av pingo.